# Oranim Academic College
Oranim (hebreo: אֳרָנִים ó אורנים, lit. Pinos) es una escuela normal de Magisterio en el norte de Israel. La escuela fue fundada en 1951 por el "Movimiento de Kibbutz Unidos". Está nombrado gracias al pequeño pinar de la zona. Capacita con sus enseñanzas a profesores para ejercer en jardín de infancia, escuela elemental y escuela superior y ofrece los grados de BA, BSc, BEd y MEd. Alrededor del edificio de la escuela se ubica el Jardín Botánico de Oranim.

## Alumnos Notables
- Joshua Sobol, (nacido en 1939), guionista, escritor, y director